# Elizabeth Brydges

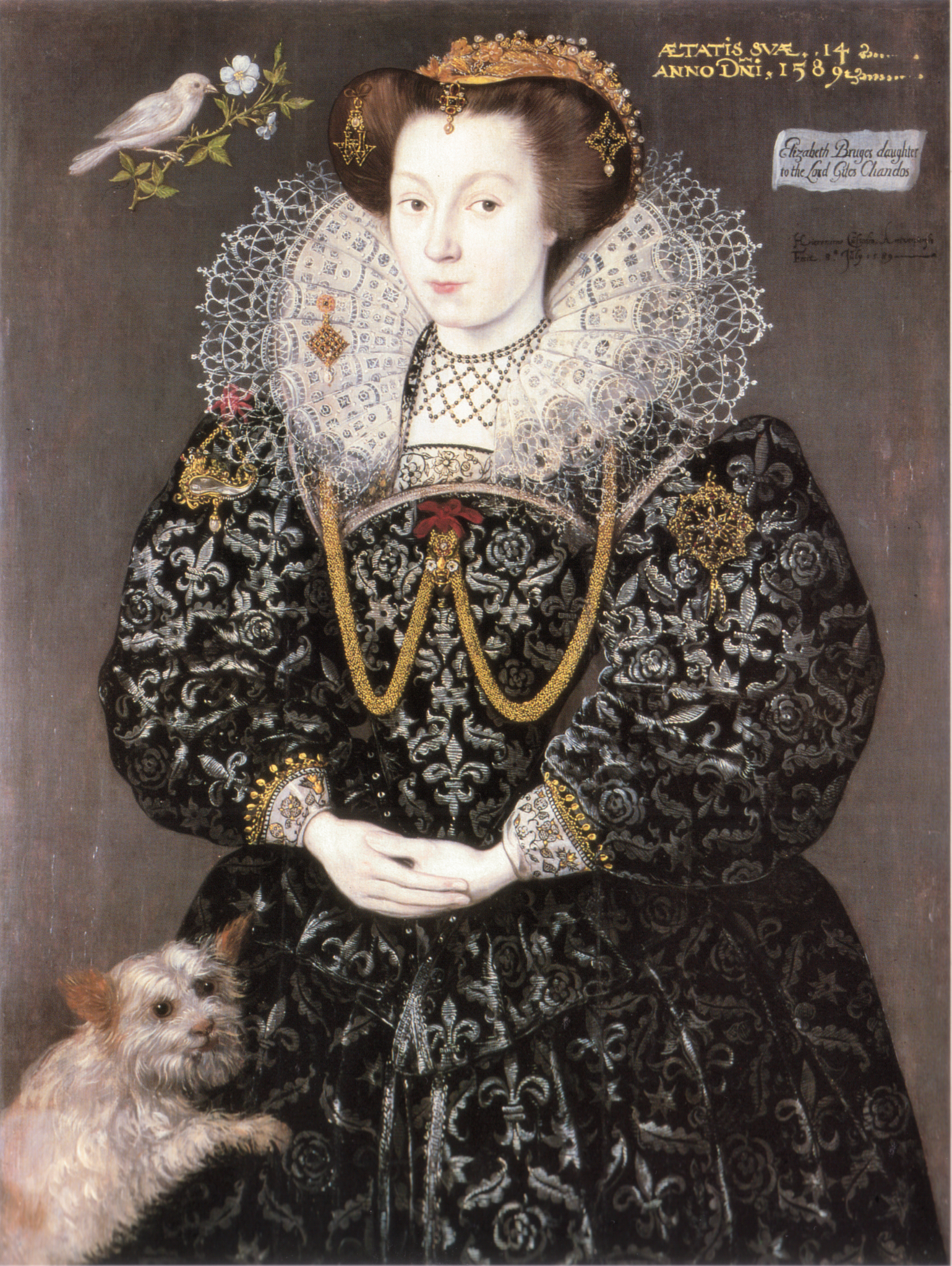
Elizabeth Brydges, 14 Jahre alt, Tochter des 3. Baron Chandos und Trauzeugin von Elizabeth I., 1589

Elizabeth Brydges (geb. ca. 1575; gest. 1617) war eine Höflingin und Aristokratin, Trauzeugin von Elizabeth I.  Sie war eine Tochter von Giles Brydges, 3. Baron Chandos, und Frances Clinton, die auf Sudeley Castle lebten.

## Leben auf dem Hof
Im Jahr 1592 führte Elizabeth Brydges eine Unterhaltung für Königin Elisabeth in Sudeley auf, bei der sie als Daphne auftrat. Sie beeindruckte die Königin mit ihrer Artikulation, Loyalität und Keuschheit und trat bald darauf als Maiden of Honor in den königlichen Haushalt ein. Im Dezember 1593 wurde berichtet, dass der junge Earl of Bedford um die Hand von Brydges, der Erbin des Lords Chandos, anhielt.
Im Laufe der 1590er Jahre erhielt Brydges Geld von Charles Lister und versprach, ihn zu heiraten. Lister beschwerte sich 1598, dass er ihr mehr als 3000 Pfund geliehen und sich selbst bankrott gemacht hatte. Brydges investierte 150 Pfund von Listers Geld in den Angriff des Earl of Essex auf Cádiz. Es wurde vermutet, dass sie zu dieser Zeit eine Affäre mit Essex hatte und möglicherweise die Frau war, die von Rowland Whyte als „seine schönste B“ bezeichnet wurde.
Ein Vorfall im Jahr 1597 führte dazu, dass Brydges und Elizabeth Russell vom Palast suspendiert wurden, nachdem sie sich krank gestellt hatten, um Männer beim „Ballonspielen“ zu beobachten. Königin Elisabeth war wütend und griff Brydges mit Worten und Schlägen an. Es wurde spekuliert, dass die Wutstürme der Königin aufgrund von Essex‘ Interesse an Brydges ausgelöst wurden.
Im August 1602 erhielt Brydges bei einer Unterhaltung in Harefield zwölf Wechselkleidungen und wurde mit den Worten „Du bist in jedem Punkt eine treue Liebhaberin, und darum gibt dir das Glück die Punkte“ bedacht. Sie war eine Miterbin ihres verstorbenen Vaters, Baron Chandos, und ihr Cousin Grey Brydges bestritt ihre Ansprüche auf das Familiengut.
Nach dem Tod von Königin Elisabeth besuchte Brydges zusammen mit anderen Frauen König Jakob in Theobalds. Sie wurden von Anne Clifford als „mies“ beschrieben, da sie in Sir Thomas Erskines Kammer warteten. Im Juni 1603 reiste Brydges mit anderen Frauen, um die neue Königin Anne von Dänemark zu treffen.

## Eheleben

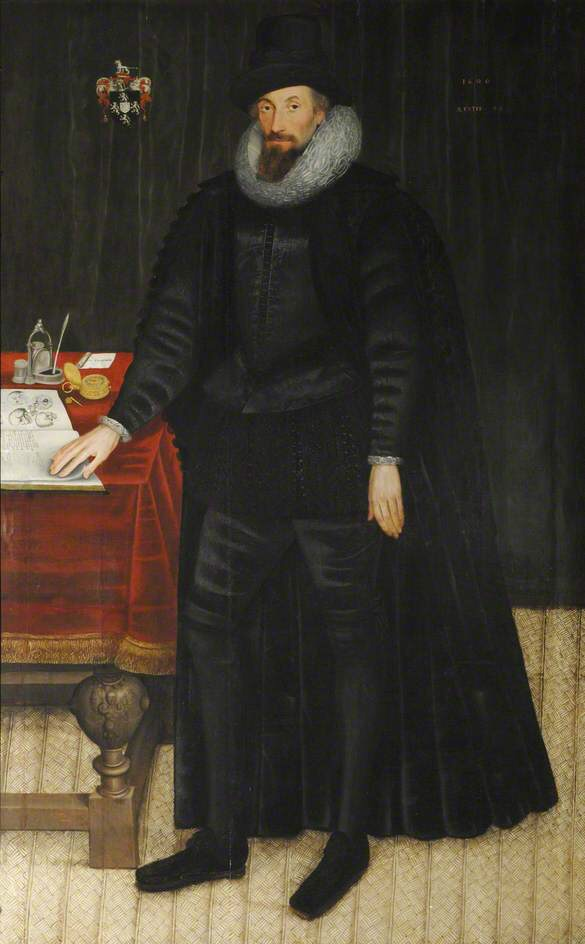
Brydges wurde verdächtigt, eine Affäre mit Sir William Paddy zu haben

Im Jahr 1603 heiratete Lady Elizabeth Brydges Sir John Kennedy, ein Mitglied des schottischen Haushalts von König Jakob I., der kürzlich als Engländer eingebürgert worden war. Ehen zwischen schottischen und englischen Aristokraten wurden vom König gefördert, um die anglo-schottische Einheit zu stärken. Kennedy war jedoch bereits verheiratet und soll das Geld von Brydges ausgegeben haben, deren Mitgift auf 16.500 Pfund geschätzt wurde. Im Jahr 1603 beanspruchte sie ihr Erbe am Chandos-Anwesen und Sudeley. Kennedys Identität ist unklar, aber er war möglicherweise ein königlicher Diener. Der König soll ein Empfehlungsschreiben zugunsten von Kennedy geschrieben haben, aber nachdem seine frühere Ehe entdeckt wurde, trennte sich das Paar. Im September 1609 beschwerte sich Brydges über Kennedys Grausamkeit und Ehebruch. Es wurde diskutiert, wie Kennedy einen Eid über seine erste Hochzeit leisten sollte, um die Ehe auflösen zu können. Kennedy und Brydges wurden später geschieden, und es wurde gemunkelt, dass Brydges den Dichter Henry Reynolds heiraten könnte. Brydges starb im Oktober 1617 in Westminster. Eine alte Version der Geschichte betont Brydges als Verschwenderin und Kennedy, der sich aus der Ehe befreien will. Kennedy wurde später in den Fall der Korruption gegen den Juwelier und Finanzier Peter Vanlore verwickelt.

## Porträts
Im Jahr 1589 malte Hieronimo Custodis ein Porträt von ihr, als sie 14 Jahre alt war. Ein weiteres Porträt einer Frau, das früher Cornelius Johnson zugeschrieben wurde und 1614 Sir John Kennedy darstellt, ist ebenfalls in Woburn Abbey zu sehen. Es ist hinter einem Vorhang im Hintergrund versteckt. Ein anderes Porträt von Elizabeth Brydges in Woburn, das im 19. Jahrhundert Daniel Mytens oder Marcus Gerards dem Jüngeren zugeschrieben wurde, zeigt ihren Magen mit sechszackigen Sternen, die mit Perlen umrandet sind. Es gibt auch eine Miniatur von Isaak Oliver.